# Miconia schlimii
Miconia schlimii là một loài thực vật có hoa trong họ Mua. Loài này được Triana mô tả khoa học đầu tiên năm 1871.

## Hình ảnh

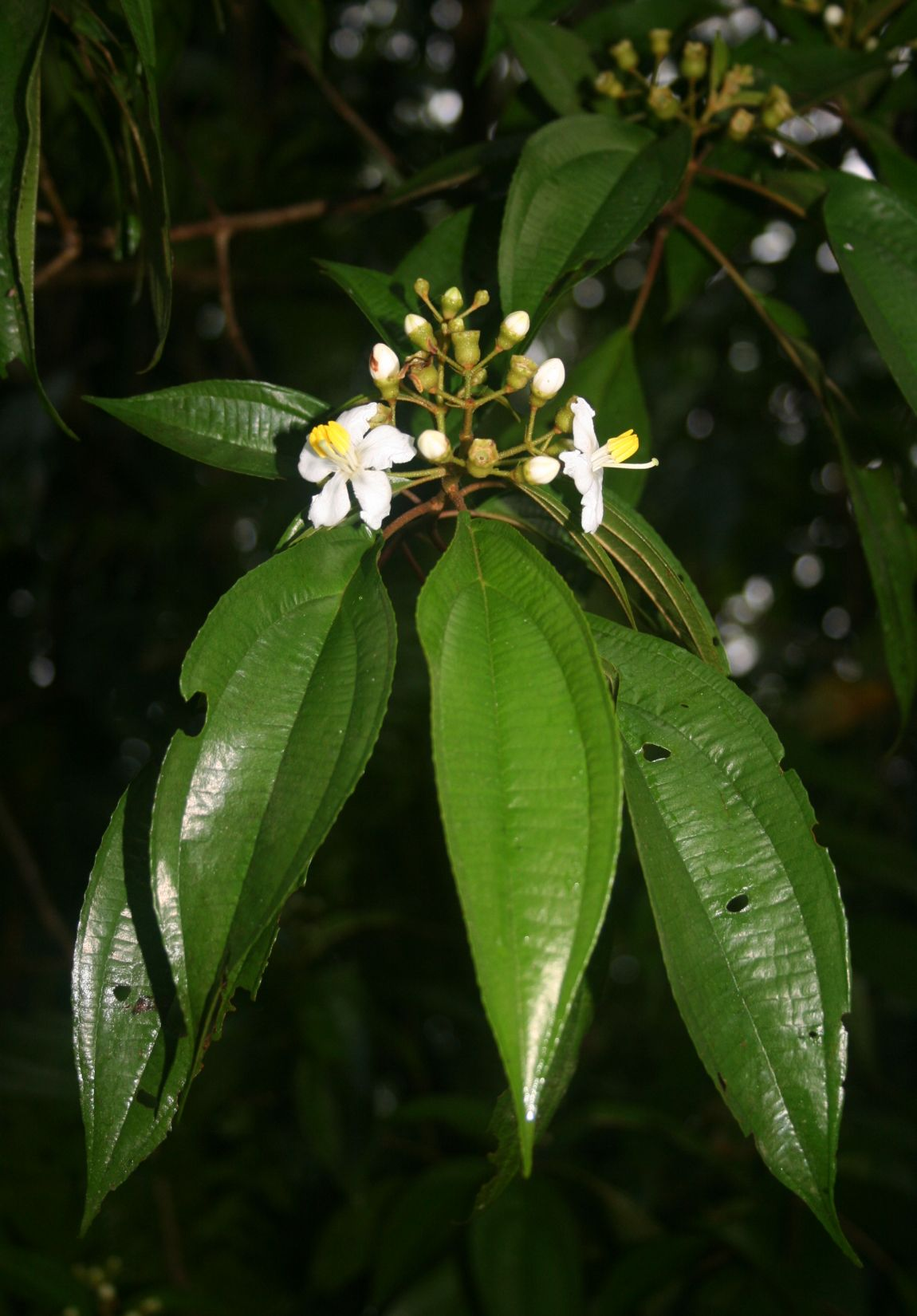
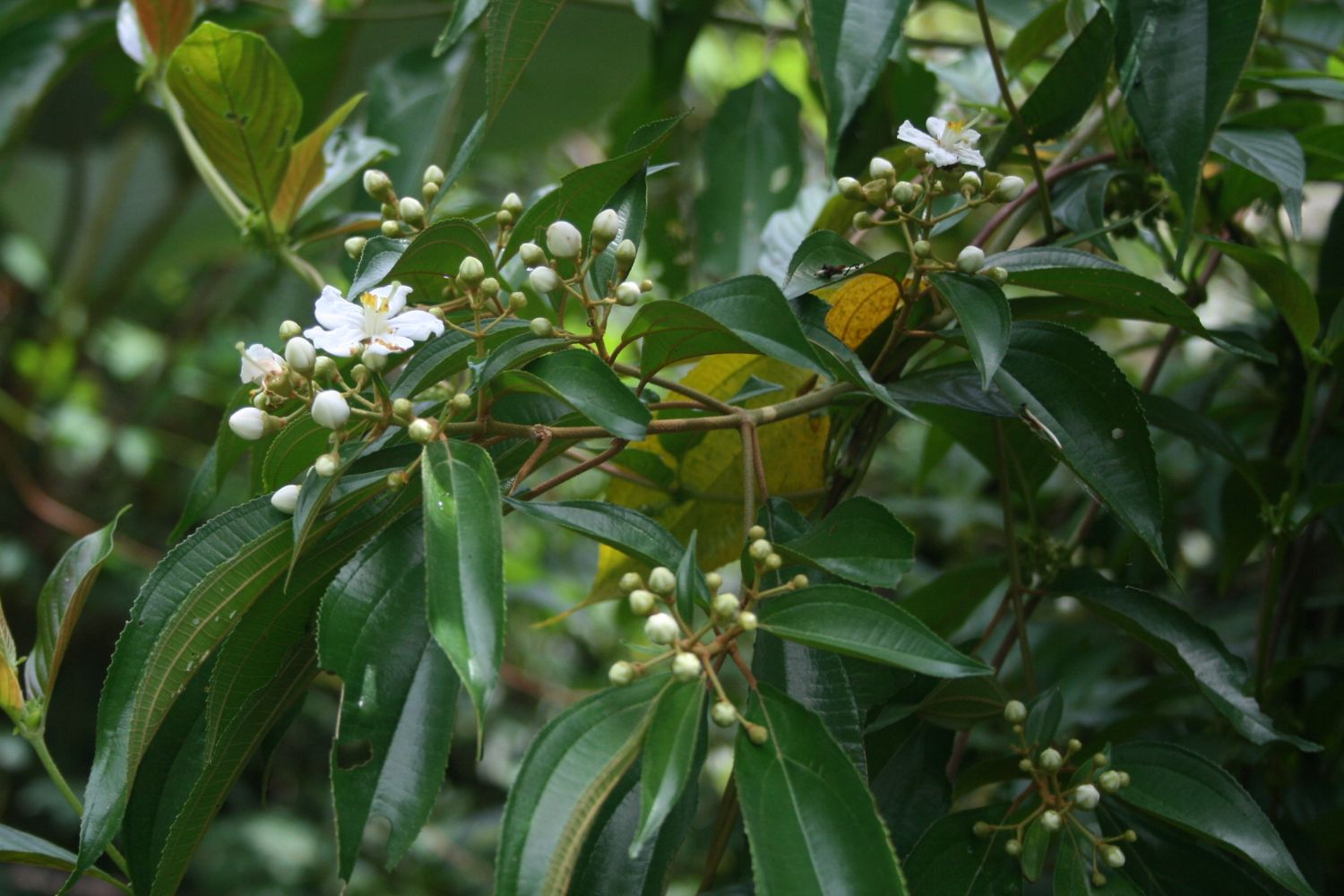